# 華萊士角

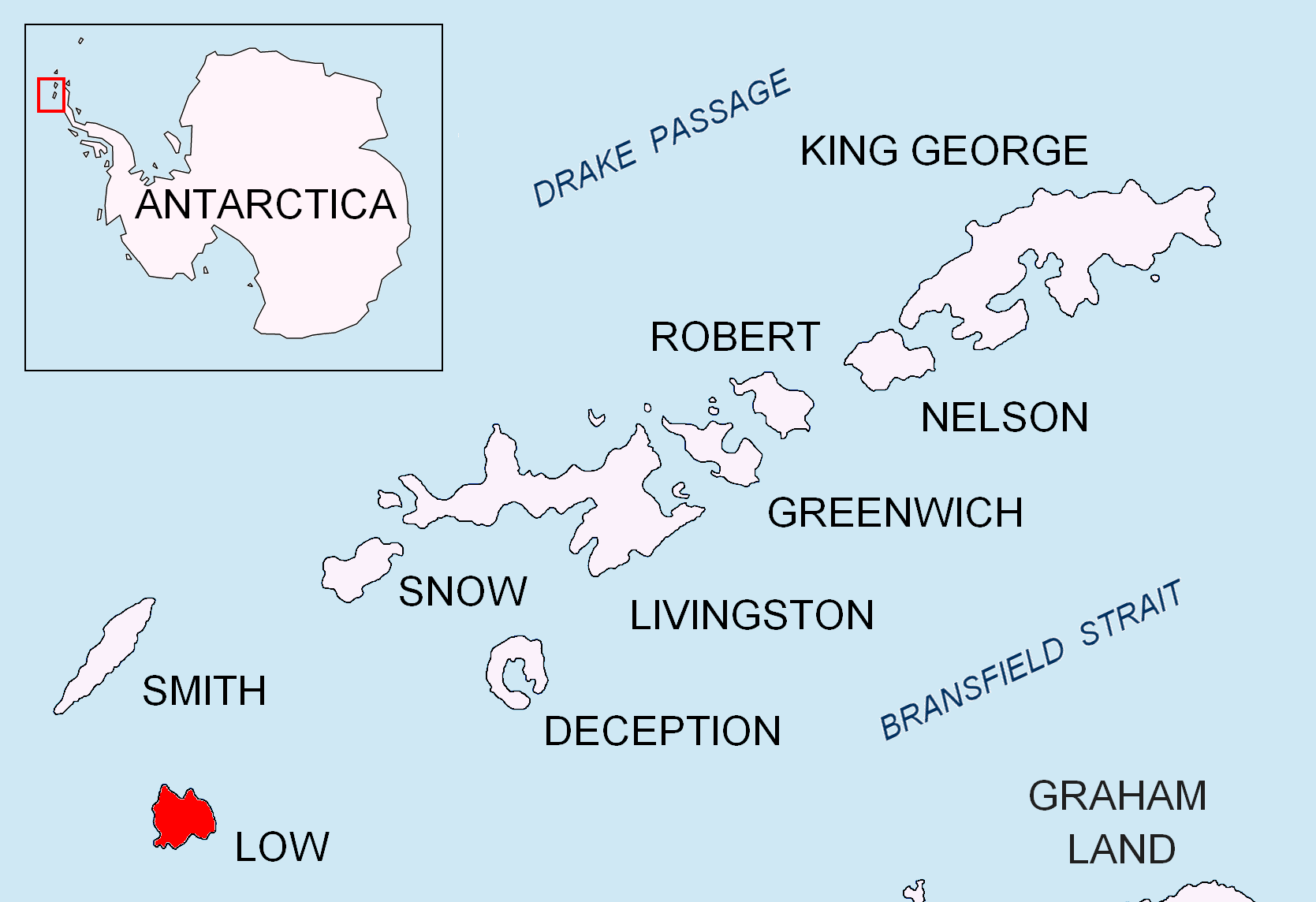

華萊士角（英語：Cape Wallace）是南極洲的海岬，位於南設得蘭群島的洛島西北端，處於利梅茨半島北端，被國際鳥盟列為重點鳥區，是約15萬雙南極企鵝的棲息地，現時由南極條約體系管理。